# 绍约瑟盖德
绍约瑟盖德，是匈牙利包尔绍德-奥包乌伊-曾普伦州所辖的一个村。总面积13.62平方公里，总人口2341，人口密度171.9人/平方公里（2011年1月1日）。